# Colette Dreyfus-Brisac
Pour les articles homonymes, voir Dreyfus et Brisac.
Colette Dreyfus-Brisac, née le 13 juin 1916 à Taverny (Val-d'Oise) et morte le 27 octobre 2006 à Paris 13e, est une neuropédiatre, et neurophysiologiste clinicienne, spécialiste de l'électroencéphalographie noéonatale, et résistante française.

## Biographie

### Jeunesse et formation
Colette Brisac appartient à une famille juive de Lorraine. Née en 1916, elle commence des études de médecine à Paris, manifestant rapidement un intérêt pour la neurologie. Lorsque la Seconde Guerre mondiale éclate, sa famille devenue une cible potentielle des Nazis et de leurs collaborateurs français se réfugie en zone libre à Toulouse où elle parvient à terminer ses études médicales, soutenant sa thèse en 1942, tout en participant à la résistance dans le sud de la France. Elle est de retour à Paris en 1944 après sa Libération.
En 1948, elle épouse le biologiste Jean-Claude Dreyfus (1916-1995). Un an plus tard, elle est reçue à l'internat des hôpitaux de Paris. En 1952, elle rejoint le service d'électroencéphalographie de l'hôpital de la Salpêtrière, dirigé par le professeur Hermann Fischgold.

### Carrière scientifique
Elle a l'idée d'étudier la maturation de l'EEG chez l'être humain et noue des contacts avec d'autres jeunes médecins également intéressés par les problèmes du développement du nouveau-né et du prématuré. C'est ainsi qu'en 1953, elle rejoint le groupe de la maternité Baudelocque qui va jeter les bases non seulement de la néonatologie, mais aussi de la recherche française en ontogénétique humaine. 
C’est Alexandre Minkowski, chef de service à Baudelocque depuis 1947, qui a la clairvoyance de réunir autour d'elle d'autres chercheuses, parmi lesquelles Suzanne Sainte-Anne Dargassies, disciple d'André-Thomas et pionnière de la neurologie néonatale, Jeanne-Claudie Larroche, neuropathologiste et autrice de la première description d'une corrélation entre la leucomalacie periventriculaire du prématuré et la maladie de Little, et Nicole Monod, qui devient sa plus proche collaboratrice et introduit la polysomnographie chez le nouveau-né.
Ce groupe se constitue en unité de recherche à l'Institut national d'hygiène (INH), qui deviendra plus tard l'unité 29 de l'Inserm et déménage en 1967 dans la maternité adjacente de Port-Royal, ce qui lui vaut le surnom d'équipe des « Dames de Port-Royal ». Celle-ci acquiert une renommée mondiale, au point que l'un de ses membres est envoyé dans un laboratoire américain afin d'y enseigner la technique d’enregistrement EEG du prématuré de Port-Royal.

### Dernières années
Colette Dreyfus Brisac meurt en octobre 2006 à Paris. Son inhumation a lieu au cimetière du Montparnasse le 31 octobre 2006.

## Travaux
- Savoir interpréter un électro-encephalogramme  (préf. Frédéric Bremer), Bruxelles, Albert De Visscher, coll. « Savoir interpréter » (no 8), 1961, 3e éd., 182 p. (présentation en ligne), avec Hermann Fishgold